# Перелік кандидатів у наднові
Це перелік кандидатів у наднові зорі, тобто тих зір, які, на думку астрономів, є попередниками наднових.
Попередниками наднових типу II вважають зорі з масою принаймні 10 мас Сонця, а також ті, які відповідають критеріям проходження останніх стадій своєї зоряної еволюції. Яскравими прикладами зір у цьому діапазоні мас є Антарес, Спіка, Гамма Вітрил Мю Цефея, та члени зоряного кластера П'ять близнят. Попередники наднових типу Ia — це білі карлики, близькі за масою до межі Чандрасекара (бл. 1,44 маси Сонця), які водночас акреціюють речовину з зорі-компаньйона в подвійній системі. До переліку включені також масивні зорі Вольфа — Райє, які можуть стати надновими типу Ib та Ic.
| Ідентифікатор      | Епоха J2000   | Епоха J2000    | Сузір'я         | Відстань (світлових років) | Спектральний клас  | Примітки               |
| Ідентифікатор      | R. A.         | Dec.           | Сузір'я         | Відстань (світлових років) | Спектральний клас  | Примітки               |
| ------------------ | ------------- | -------------- | --------------- | -------------------------- | ------------------ | ---------------------- |
| IK Пегаса          | 21г 26х 26.7с | +19° 22′ 32″   | Пегас           | 150                        | A8m:/DA            | [ 4 ] [ 5 ]            |
| Альфа Вовка        | 14г 41х 56с   | –47° 23′ 17″   | Вовк            | 550                        | B1.5               | [ 6 ]                  |
| Антарес            | 16г 29х 24с   | –26° 25′ 55″   | Скорпіон        | 600                        | M1.5Iab-b          | [ 7 ]                  |
| Бетельгейзе        | 05г 55х 10.3с | +07° 24′ 25″   | Оріон           | 640                        | M2Iab              | [ 1 ] [ 8 ]            |
| Гамма2 Вітрил      | 08г 09х 32.0с | −47° 20′ 12″   | Вітрила         | 800                        | WC8                | [ 9 ]                  |
| Рігель             | 05г 14х 32.3с | –08° 12′ 06″   | Оріон           | 860                        | B8Ia               | [ 10 ]                 |
| Пі Корми           | 7г 17х 08с    | –37° 05′ 51″   | Корма           | 1 100                      | K3 Ib              |                        |
| 119 Тельця         | 05г 32х 12.8с | +18° 35′ 40″   | Телець          | 1 700                      | M2Iab-Ib           |                        |
| RS Змієносця       | 17г 50х 13.2с | –06° 42′ 28″   | Змієносець      | 1 950—5 200                | M2III/D            | [ 11 ] [ 12 ]          |
| T Північної Корони | 15г 59х 30.2с | +25° 55′ 13″   | Північна Корона | 2 000                      | M3III/D            | [ 13 ]                 |
| Mu Цефея           | 21г 43х 30.5с | +58° 46′ 48″   | Цефей           | 2 400                      | M2Ia               | [ 14 ]                 |
| T Компаса          | 09г 04х 41.5с | −32° 22′ 48″   | Компас          | 3 260                      |                    | [ 15 ] [ 16 ]          |
| WR 142             | 20г 21х 44.3с | +37° 32′ 31″   | Лебідь          | 4 000                      | WO2                |                        |
| WR 102             | 17г 45х 47.5с | -26° 10′ 27″   | Стрілець        | 9 800                      | WO2                |                        |
| VY Великого Пса    | 07г 22х 58.3с | −25° 46′ 03″   | Великий Пес     | 4 900                      | M5eIa              | [ 8 ] [ 17 ]           |
| NML Лебедя         | 20г 46х 25.6с | +40° 06′ 59.4″ | Лебідь          | 5 300                      | M6I                | [ 18 ]                 |
| P Лебедя           | 20г 17х 47.2с | +38° 01′ 59″   | Лебідь          | 6 000                      | B1Ia+              |                        |
| Ета Кіля           | 10г 45х 03.6с | −59° 41′ 04″   | Кіль            | 7 000—8 000                | LBV                | [ 19 ] [ 20 ]          |
| HD 168625          | 18г 21х 19.5с | −16° 22′ 26″   | Стрілець        | 7 200                      | B6Ia               | [ 21 ]                 |
| WR 104             | 18г 02х 04.1с | –23° 37′ 41″   | Стрілець        | 8 000                      | WC9d/OB            | [ 22 ] [ 23 ]          |
| IRC+10420          | 19г 26х 48.1с | +11° 21′ 17″   | Орел            | 10 000—23 000              | F8Ia+              | [ 24 ] [ 25 ]          |
| Ро Кассіопеї       | 23г 54х 23.0с | +57° 29′ 58″   | Кассіопея       | 12 000                     | G2Ia0e             | [ 26 ]                 |
| IRAS 17163-3907    | 17г 19х 49.3с | -39° 10′ 37.9″ | Скорпіон        | 13 000                     | кінець B/початок A | [ 27 ]                 |
| Wray 17-96         | 17г 41х 35с   | –30° 06′ 39″   | Скорпіон        | 15 000                     | B3                 |                        |
| Sher 25            | 11г 15х 07.8с | −61° 15′ 17″   | Кіль            | ~20 000                    | B1.5Iab            | [ 28 ]                 |
| HD 179821          | 19г 13х 58.6с | +00° 07′ 32″   | Орел            | 20 000                     | G5Ia               | [ 29 ] [ 30 ]          |
| V445 Корми         | 07г 37х 56.9с | –25° 56′ 59″   | Корма           | 27 000                     |                    | [ 31 ]                 |
| U Скорпіона        | 16г 22х 30.7с | –17° 52′ 42″   | Скорпіон        | 39 000                     |                    | [ 32 ]                 |
| KPD 1930+2752      | 19г 32х 14.9с | +27° 58′ 35″   | Лебідь          |                            | sdB/D              | [ nb 1 ] [ 33 ] [ 34 ] |

## Зауваження
1. ↑  Зоря Кітт Пік Доунс (The Kitt Peak Downes star).